# Placówka Straży Granicznej II linii „Krotoszyny”
Placówka Straży Granicznej II linii „Krotoszyny” – jednostka organizacyjna Straży Granicznej pełniąca służbę wywiadowczą na granicy polsko-niemieckiej w okresie międzywojennym.

## Geneza
Na wniosek Ministerstwa Skarbu, uchwałą z 10 marca 1920 roku, powołano do życia Straż Celną. Od połowy 1921 roku jednostki Straży Celnej rozpoczęły przejmowanie odcinków granicy od pododdziałów Batalionów Celnych. Proces tworzenia Straży Celnej trwał do końca 1922 roku. Placówka Straży Celnej „Krotoszyny” weszła w podporządkowanie komisariatu Straży Celnej „Lipinki” z Inspektoratu SC „Grudziądz”.

## Formowanie i zmiany organizacyjne
Rozporządzeniem Prezydenta Rzeczypospolitej Polskiej Ignacego Mościckiego z 22 marca 1928 roku, do ochrony północnej, zachodniej i południowej granicy państwa, a w szczególności do ich ochrony celnej, powoływano z dniem 2 kwietnia 1928 roku Straż Graniczną.
Rozkazem nr 1 z 12 marca 1928 roku w sprawach organizacji Mazowieckiego Inspektoratu Okręgowego Naczelny Inspektor Straży Celnej gen. bryg. Stefan Pasławski określił strukturę organizacyjną komisariatu SG „Krotoszyny”. Placówka Straży Granicznej II linii „Krotoszyny” znalazła się w jego strukturze. 
Z dniem 1 stycznia 1932 zniesiony został posterunek SG „Wąbrzeźno”. 
Z dniem 28 lutego 1933 zniesiony został posterunek SG „Łąkorz”.
Z dniem 1 lutego 1935 utworzony został posterunek SG „Nowe Miasto”.
Z dniem 1 września 1935 zniesiony został posterunek SG „Nowe Miasto”.
Z dniem 1 kwietnia 1937 zniesiony został posterunek SG „Jabłonowo”.

## Kierownicy/dowódcy placówki
| stopień          | imię i nazwisko      | okres pełnienia służby |
| ---------------- | -------------------- | ---------------------- |
| starszy strażnik | Władysław Haraziński | był w 1936             |